# Wear
Ne doit pas être confondu avec Weare.
Le Wear est un fleuve côtier qui coule dans la région de l'Angleterre du Nord-Est. 

## Géographie
Il prend sa source à Wearhead (en) dans le Comté de Durham, serpente dans la vallée de Weardale, traverse le bourg de Stanhope (connu pour son gué) et passe à Washington, avant de se jeter dans la mer du Nord à Sunderland. 
À Bishop Auckland, le Wear passe au pied du château d'Auckland, résidence officielle de l'évêque de Durham, et de son parc de cerfs. Le fort romain de Binchester domine lui aussi le fleuve à cet endroit.
Le Wear poursuit sa course dans un trajet essentiellement axé nord-est, jusqu'à ce qu'il atteigne la ville universitaire de Durham. Là, le fleuve forme une presqu'île, appelée Durham peninsula, au sommet de laquelle se dressent la cathédrale de Durham et le château de la ville. La cathédrale, qui abrite les reliques de Cuthbert de Lindisfarne, et la ville de Durham elle-même sont désormais inscrites au Patrimoine mondial de l'Humanité de l'UNESCO.
La route du Wear passe alors par les ruines du prieuré de Finchale, Chester-le-Street et Washington, qui appartient maintenant à la communauté urbaine de Sunderland, avant d'atteindre le centre-ville. Sunderland s’enorgueillissait jadis de ses célèbres chantiers navals – aujourd'hui pour la plupart abandonnés – qui avaient contribué à faire d’elle l'une des villes de construction navale les plus actives du monde. Le Wear se jette dans la mer du Nord entre Roker Pier et South Pier. 
Avant la dernière période glaciaire, la rivière coulait depuis Chester-le-Street en direction du nord, suivant le cours de l'actuelle rivière Team, et rejoignant la Tyne à Dunston. La glace détourna le Wear vers Sunderland, et la Tyne occupe désormais l'ancien cours des deux rivières depuis Newcastle upon Tyne jusqu'à son embouchure entre les villes de Tynemouth et de South Shields.
Le Wear à Durham a été présenté dans l'émission télévisée Seven Natural Wonders comme une des merveilles du Nord de l'Angleterre.